# Rue Émile-Faguet
La rue Émile-Faguet est une voie du 14e arrondissement de Paris, en France.

## Situation et accès
La rue Émile-Faguet est une voie publique située dans le 14e arrondissement de Paris. Elle débute au 63, boulevard Jourdan et se termine rue du Professeur-Hyacinthe-Vincent.
Elle ne compte que 2 numéros, le 2 et le 12, le reste de la voie des numéros pairs étant occupé par un jardin, tandis que la voie des numéros impairs est occupée par le mur d'enceinte de l'extrémité ouest de la Cité internationale universitaire de Paris.

## Origine du nom

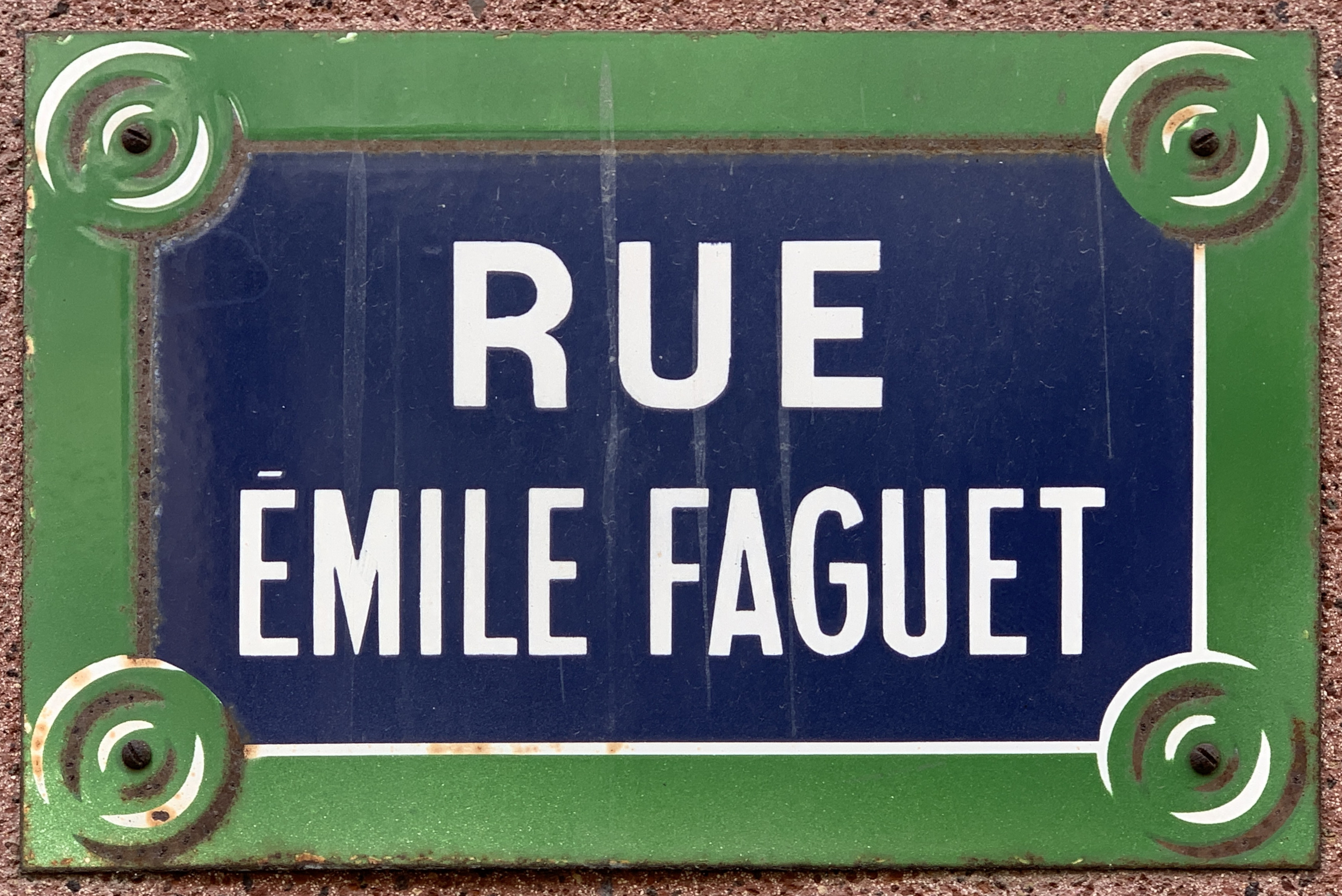
Plaque de la rue.

Elle porte le nom du critique et moraliste français Émile Faguet (1847-1916). 

## Historique
Cette rue est ouverte en 1929 sur l'emplacement du bastion no 81 de l'enceinte de Thiers et prend sa dénomination actuelle le 5 mars 1929.
La voie reprend le tracé du chemin antique qui reliait Lutèce à Cenabum (Orléans), prolongement du cardo maximus.